# John Martin-Dye
John Martin-Dye   (Willesden, 21 de maig de 1940 - 31 de desembre de 2022) és un nedador anglès, ja retirat, especialista en estil lliure, que va competir durant la dècada de 1960.
En el seu palmarès destaca una medalla de plata en el 4×100 metres lliures del Campionat d'Europa de natació de 1962 i tres medalles de bronze als Jocs de la Commonwealth, dues el 1962 i una el 1966. Va guanyar el campionat nacional de l'ASA de 1961 de les 110 i 200 iardes lliures, així com tres campionats de les 440 iardes lliures, 1960, 1961 i 1963. El 1960 va formar part de l'equip que millorà el rècord d'Europa dels 4×200 metres lliures.
El 1960 va prendre part en els Jocs Olímpics d'Estiu de Roma, on fou quart en la prova dels 4x200 metres lliures del programa de natació. Quatre anys més tard, als Jocs de Tòquio, va disputar tres proves del programa de natació. Destaca la setena posició en els 4x100 metres lliures, mentre en les altres dues proves quedà eliminat en sèries.